# Eudistoma rigidum
Eudistoma rigidum is een zakpijpensoort uit de familie van de Polycitoridae. De wetenschappelijke naam van de soort is voor het eerst geldig gepubliceerd in 1955 door Tokioka.